# Виртуальность (фильм)
«Виртуальность» (англ. Virtuality) — фантастический фильм Питера Берга. Изначально задумывался как сериал для телеканала Fox Broadcasting Company по сценарию Рональда Д. Мура и Михаэля Тайлера. Однако после запуска пилотной серии сериал снимать не стали. В итоге 26 июня 2009 был выпущен полнометражный фильм.

## Сюжет
Действие фильма разворачивается на первом межзвёздном корабле «Фаэтон», направленном к Эпсилону Эридана. Для того, чтобы частично окупить затраты на полёт, было принято решение транслировать его как реалити-шоу на всё том же канале Fox Broadcasting Company. Действие фильма происходит через 6 месяцев после начала полёта, когда корабль приблизился к Нептуну, вблизи которого он должен совершить гравитационный маневр. После прохождения этого манёвра возможность возвращения на Землю будет утрачена. После завершения манёвра «Фаэтон» должен включить «Диск Ориона», представляющий собой импульсный ядерный двигатель и отправиться к Эпсилону Эридана.
Однако, как раз в этот момент начинаются неприятности. В модуле виртуальной реальности появляется неизвестный человек, который снова и снова убивает членов команды во время их виртуальных путешествий и даже совершает над ними сексуальное насилие. Встаёт вопрос о прекращении миссии и возврате на Землю, однако, команда всё же решает продолжить полёт.
В это время гибнет командир корабля Фрэнк Пайк, оставив после себя таинственное послание «Ничто из этого не реально, следуй за мной, сквозь зеркало по кроличьей норе».

## В ролях
- Николай Костер-Вальдау — Фрэнк Пайк, командир корабля
- Керри Бише — Билли Кашмири, специалист по компьютерам, ведущая реалити-шоу
- Джой Брайант — Элис Тибаду, астробиолог
- Хосе Пабло Кантильо — Мэни Родригес, астрофизик
- Риччи Костер — др. Джимми Джонсон, инженер импульсного двигателя, заместитель командира
- Джеймс Д’арси — др. Роджер Фэллон, психолог, продюсер реалити-шоу
- Клеа ДюВалл — Сью Парсонс, пилот, инженер вооружения
- Джин Фарбер — Вал Орловвски, геолог
- Сиенна Гиллори — Рикка Годдарт, ботаник, микроэкзобиолог
- Эрик Дженсон — Джулс Браун, штурман, конструктор «Фаэтона»
- Нельсон Ли — Кэндзи Ямамото, астробиолог
- Омар Метвелли — др. Адин Мейер, медик
- Джимми Симпсон — человек из виртуальной реальности
- Кэри Уолгрен — Джин (компьютер)